# 涙雨とセレナーデ
『涙雨とセレナーデ』（なみだあめとセレナーデ）は、河内遙による日本の漫画。『Kiss』（講談社）にて2015年1月号から隔月で連載中。

## あらすじ
主人公・陽菜には繰り返し見る夢があった。幼い自分と知らない男の子が一緒に雨宿りする、その夢を見た朝は決まって雨が降る。ある日、音楽の授業中だった陽菜は、気付けば夢で見る情景と同じ場所にいた。気を失っていた彼女を呼び起こしていた青年・孝章は、自分の家の庭にいた陽菜を「雛子様」と呼んで彼女の家だという御屋敷へと送り届ける。そこには、陽菜とそっくりな顔をした雛子がいたのだった。状況を把握していくうちに自分が明治40年へタイムスリップしていると知った陽菜は、繰り返し見る夢も幼いころにこの時代へ来ていた時の記憶だったのだと確信する。現代へと帰りたい陽菜は、前回と今回のタイムスリップ時に共通する『曾祖母の首飾りを身に着けていた』ことが重要ではないかと考えつくが、その首飾りは最初にいた本郷家の庭先でなくしてしまっていた。陽菜は首飾りを探すべく雛子に協力を仰ぎ、「雛子」を装って雛子の婚約者であった孝章に首飾りの行方を求める。あずかり知らぬところで次々と人手に渡る首飾りを追いかけるうち、孝章こそが一緒に雨宿りをした男の子であると知った陽菜は、自分がなりかわっている「雛子」へと向けられる彼の真摯な優しさと想いに、駄目だと自身に言い聞かせながらも心惹かれていく。孝章もまた、幼いころに一度だけ出会った少女ヒナが雛子であると誤解しているがために「お見合いの席で自分を拒絶した雛子」と「陽菜がなりかわっている目の前の雛子」に戸惑いながらもその想いを募らせていく。

## 登場人物
片桐 陽菜（かたぎり ひな）
小さな時に自覚なくタイムスリップした際、迷い込んだ庭先で出会った孝章をたーくんと呼び、自分はヒナだと自己紹介した。来た時と同じく唐突に元の時代へと戻った彼女は、時折その夢を見ながらも現実にあったことだと思う筈もなく高校生になっていた。先輩に憧れて入った剣道部で部活動に勤しみ、早弁するほどに元気で物怖じしない陽菜は、ある日唐突に明治40年へと再びタイムスリップする。
本郷 孝章（ほんごう たかあき）
ヒナとの再会を望んでいた本郷貿易の御曹司。正妻の子である兄・久尚がその身体の弱さに父親から見切りをつけられ、腹違いの弟である孝章は代わりの跡取りとして本郷家へと連れて来られた。義母には疎まれていたが、兄はとても優しく、孝章は久兄様と呼んで慕っていた。そんな唯一の兄を５年前に失い、兄が結ぶはずであった北峯家との婚約も、見合いの席での雛子の態度で自分が拒絶されていることを思い知る。ヒナが雛子だと誤解している孝章は、しかし、雛子になりかわる本当のヒナ(陽菜)と接して彼女を想う気持ちを諦められずにいる。
北峯 雛子（きたみね ひなこ）
陽菜とそっくりな顔をした北峯伯爵家の末娘。家に時折出入りする書生に片想いしているが、没落していく北峯家のために本郷家との婚約を余儀なくされた。孝章とは見合いの席が初対面であり、挨拶しか交わしていない。その後も具合が悪いと女学校を休んでまで部屋で臥せったふりをして孝章と会うことを拒んでいた。陽菜が来てから一度は会うものの、以降はなりかわっている陽菜が雛子として孝章と会っているために、当人同士はほとんど顔を合わせていない。
武虎（たけとら）
書生。雛子の家庭教師である民俗学研究の山城先生に付き添う鞄持ちの名目で、ひととき雛子との同席を許されている数少ない異性。首飾りの所在を知る人物。
池端 貞光（いけはた さだみつ）
孝章の友人で子爵家の五男坊。放蕩息子ではあるが、本郷家のことを跡取り以上に把握しているのか孝章を案じている。首飾りを本格的にどこかへやった張本人。
チヨ
天久一座の一員で天菊の弟子。奇術師の見習いだが元々は赤坂の置屋にいた。そのころに貞光と出会い、彼とは一年ほど前からのなじみである。首飾りの所在を知る人物。
超曲斎天菊／菊之進（ちょうきょくさいてんきく／きくのしん）
天久一座の花形奇術師。超曲斎天菊と名乗るときは女の格好をしており、男の格好に戻った時は本名の菊之進を名乗る。首飾りを探す最中に知り合い、陽菜たちへ天久一座に関わることの危険を忠告するなど幾度も手助けをする。
天久座長（あまひさざちょう）
天久一座の座長。パノラマ館の経営が傾いたため、今は表向きに大道芸を束ねることを本業としている。一座の大本である超曲商会と本郷貿易は半年程前から関わりを持つ。

## 書誌情報
- 河内遙 『涙雨とセレナーデ』 講談社〈KC Kiss〉、既刊13巻（2025年4月11日現在）
  1. 2015年10月13日発売[2]、ISBN 978-4-06-377328-6
  2. 2016年10月13日発売[3]、ISBN 978-4-06-393049-8
  3. 2017年11月13日発売[4]、ISBN 978-4-06-510454-5
  4. 2018年9月13日発売[5]、ISBN 978-4-06-512876-3
  5. 2019年7月12日発売[6]、ISBN 978-4-06-516383-2
  6. 2020年5月13日発売[7]、ISBN 978-4-06-519605-2
  7. 2020年12月11日発売[8]、ISBN 978-4-06-521628-6
  8. 2021年8月12日発売[9]、ISBN 978-4-06-524521-7
  9. 2022年3月11日発売[10]、ISBN 978-4-06-526926-8
  10. 2022年10月13日発売[11]、ISBN 978-4-06-529288-4
  11. 2023年8月10日発売[12]、ISBN 978-4-06-532466-0
  12. 2024年6月13日発売[13]、ISBN 978-4-06-535893-1
  13. 2025年4月11日発売[14]、ISBN 978-4-06-539210-2